# 雷達截面積
雷達截面積、雷達截面（英語：Radar cross-section，RCS）是指雷達的反射截面積，雷達探測的原理是發射電磁波照射到物體表面再反射回接收天線，而雷達波照射到物體表面物體表面依原路徑返回的電磁波越少，雷達截面積越小，雷達對目標的信號特徵就越小，探測距離也越短。

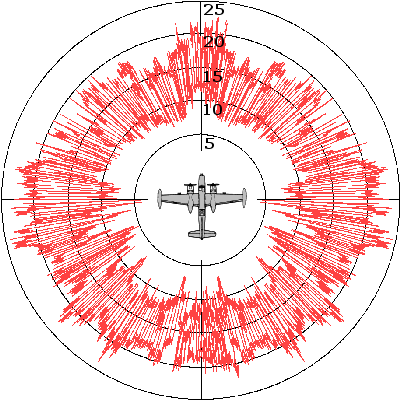
典型的RCS反射圖

## 影響雷達截面積RCS的因素
降低雷達截面積RCS的方法主要有三種，改變物體的反射電磁波的方向性、降低反射性和增加吸收率、和減少物體的幾何截面積大小。

### 物體的外型與方向性
由於電磁波的反射遵循「入射角等於反射角」的原理，因此物體的表面外型盡量不要和雷達發射源成水平的平面能夠把雷達波反射到其他方向上，減少雷達接收天線接收的回波，這項因素影響RCS是最大的。

### 物體的反射性
並不是所有照射到物體表面的電磁波都會被反射，其中有一部份會被物體所吸收，而雷達吸波塗料（Radar-Absorbing Material，RAM）就是以此為原理吸收一部份降低降低RCS。而電漿態的物體也能吸收電磁波因此也有人提出再製造電漿一層稀薄的電漿態物質來吸收雷達波的匿蹤技術。

### 物體的幾何截面大小
而物體大小的幾何截面積大小也是影響反射回波的因素之一，在沒有匿蹤設計的物體來說通常物體表面的不規則形狀是隨機的因而「反射方向性」是隨機的，而同樣形狀的物體越大，幾何截面也就越大反射截面積也越大，例如一顆形狀相似的大石頭和小石頭，大石頭的表面是不規則的隨機的幾何形狀會把雷達波均勻的反射到不同的方向上，就比一顆型狀相似的小石頭的幾何截面更大，因此雷達截面積也越大。

## 雷達探測距離
影響雷達探測距離其基本的公式
{\displaystyle P_{r}={{P_{t}G_{t}} \over {4\pi r^{2}}}\sigma {{1} \over {4\pi r^{2}}}A_{eff}}
其中
- {\displaystyle P_{t}} = 雷達的發射功率（單位：瓦特W）
- {\displaystyle G_{t}} = 雷達天線增益（單位：分貝db）
- {\displaystyle r} = 雷達到探測目標的距離（單位：公尺M）
- {\displaystyle \sigma } = 目標的雷達截面積（單位：RCS平方米）
- {\displaystyle A_{eff}} = 接收天線的有效面積（單位：平方米）
- {\displaystyle P_{r}} = 接收到的雷達功率（單位：瓦特W）

其中
{\displaystyle {{P_{t}G_{t}} \over {4\pi r^{2}}}}
為雷達波的功率密度（每瓦特米的平方）由雷達發射機產生。因電磁波的功率密度和距離平方成反比遞減，而這個發射出去的雷達波功率密度在照射到目標表面後的雷達反射截面RCS為符號 {\displaystyle \sigma }（米的平方）表示，被其目標表面雷達截面積反射其中一部份，因此這兩項相乘的乘積就是到達目標後開始反射的雷達功率
{\displaystyle {{P_{t}G_{t}} \over {4\pi r^{2}}}\sigma }
而雷達波在次按照原路徑從目標反射回來功率密度又一次和距離成平方反比遞減{\displaystyle {{1} \over {4\pi r^{2}}}} ，因此最後返回雷達接收天線的功率密度只剩下
{\displaystyle {{P_{t}G_{t}} \over {4\pi r^{2}}}\sigma {{1} \over {4\pi r^{2}}}}
，而這個值最後還要再乘上雷達天線的有效接收面積 {\displaystyle A_{eff}}。最後才是雷達接受到的功率。因此雷達的探測距離和目標的「雷達反射截面RCS、雷達功率、天線增益、天線接收面積」這四項參數的大小的乘積的四次方根成正比。而雷達的RCS取決於目標物體的幾何橫截面積大小、反射率、和方向性。

## 不同物體的RCS大小
對現實世界中不同物體的RCS測量大小（參考值）
| #     | 目標                       | RCS雷達截面積（м²） |
| ----- | -------------------------- | ------------------- |
| 1     | 飛機                       |                     |
| 1.1   | 戰鬥機                     | 3-12                |
| 1.2   | 經匿蹤處理的戰鬥機         | 0.3-0.4             |
| 1.3   | 戰術轟炸機                 | 7-10                |
| 1.4   | 重型轟炸機                 | 13-20               |
| 1.4.1 | 戰略轟炸機 В-52            | 100                 |
| 1.4   | 運輸機                     | 40-70               |
| 2     | 艦艇                       |                     |
| 2.1   | 水下航行的潛艦             | 0                   |
| 2.2   | 獨木舟                     | 50                  |
| 2.3   | 飛彈快艇                   | 500                 |
| 2.4   | 驅逐艦                     | 10000               |
| 2.5   | 航空母艦                   | 50000               |
| 3     | 地面目標                   |                     |
| 3.1   | 汽車                       | 3-10(波長1公分)     |
| 3.2   | T-90主戰坦克（波長 3-8mm） | 29                  |